# Phish

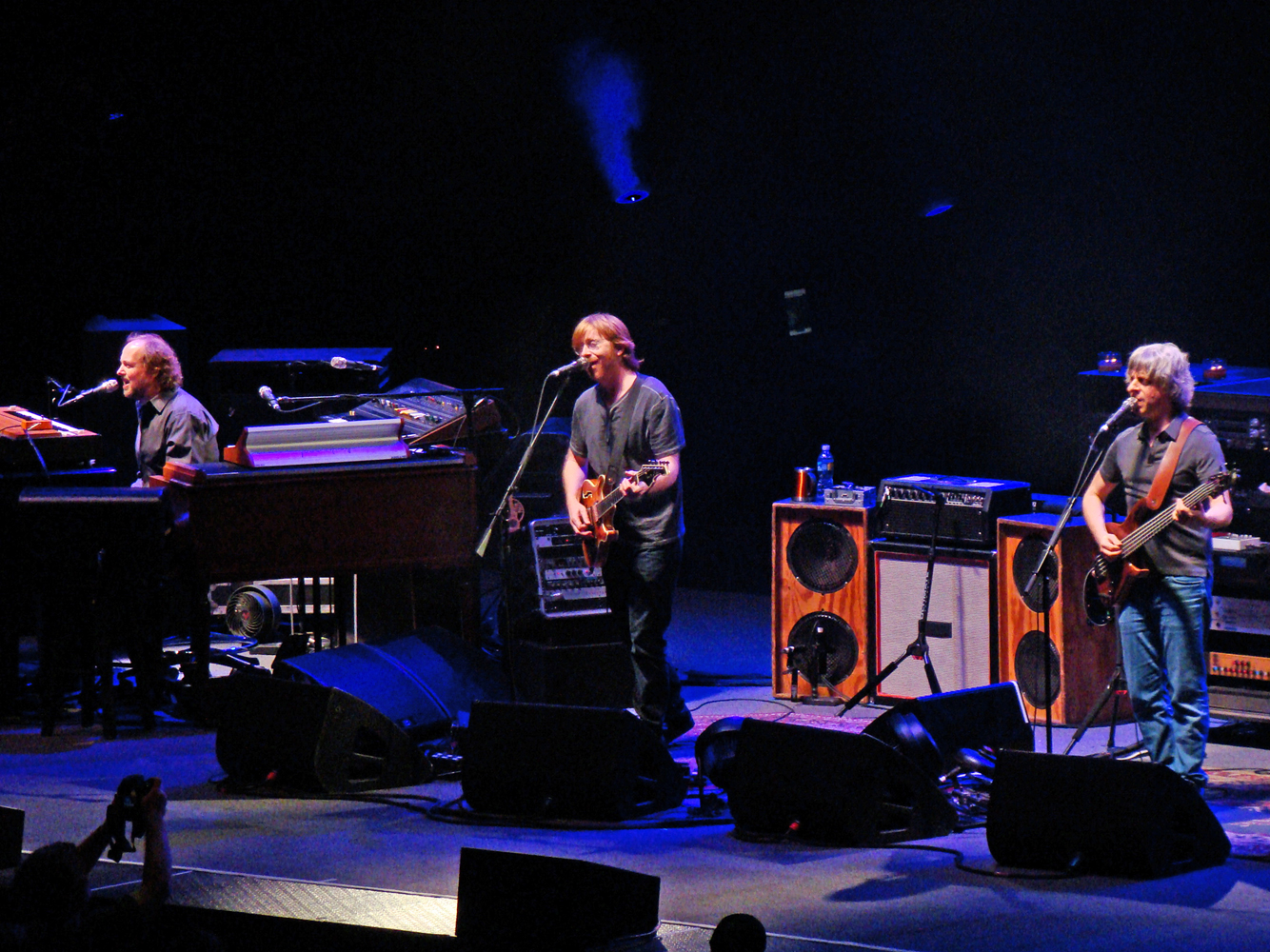
Phish live, 30 december 2009
V.l.n.r. Page McConnell, Trey Anastasio, Mike Gordon

Phish is een Amerikaanse rockband die bekend staat als jamband; door uitgebreide jams en improvisaties aan bestaande nummers en nieuw materiaal weet de groep steeds weer nieuwe dimensies toe te voegen. Door deze experimenteerdrift laat de muziek zelf zich moeilijk in een hokje plaatsen en wordt zij ook in dit aspect veelal vergeleken met Grateful Dead.
De band ontstond in 1983 op de University of Vermont. In de huidige samenstelling speelt de band samen sinds 1985. Phish heeft vier bandleden: Trey Anastasio (zang/gitaar), Mike Gordon (zang/bas), Jon Fishman (drums), and Page McConnell (toetsen). Zij speelden twintig jaar samen tot zij in augustus 2004 besloten uit elkaar te gaan. In maart 2009 vond er echter een reünieconcert plaats in het Hampton Coliseum in Hampton (Virginia), sindsdien treden zij weer regelmatig samen op.

## De muziek
Phish verwerkt elementen uit een grote diversiteit aan muzikale genres inclusief rock, jazz, progressive rock, psychedelica, hard rock, funk, folk, bluegrass, reggae, country, blues, avant-garde, barbershop quartet en klassieke muziek. Ieder optreden van de band is uniek, zowel qua nummers op de setlist, de volgorde waarin ze verschijnen, alsook hun voordracht. De band heeft live meer dan 650 verschillende composities uitgevoerd waaronder enkele volledige cover albums (zoals Pink Floyds Dark Side Of The Moon en The Who's Quadrophenia) voor hun speciale Halloweenshows.
De band kreeg weinig tot geen airplay op Amerikaanse radiostations. Toch heeft Phish, net als andere jambands zoals Grateful Dead en The Black Crowes, door mond-tot-mondreclame een grote reputatie opgebouwd, door het fans toe te staan en te stimuleren om liveopnames/bootlegs te maken en onderling uit te wisselen. Dat heeft er alleen al in Amerika toe geleid dat de band acht miljoen cd's en dvd's heeft verkocht en dat hun tournees standaard uitverkocht zijn. Sinds 2001 brengt Phish zelf een serie soundboardopnames uit van speciale optredens door de jaren heen onder de naam LivePhish.  

## Trivia
- IJsfabrikanten en notoire muziekliefhebbers Ben & Jerry's hebben een smaak ijs naar de band vernoemd: Phish Food.
- In 2000 bracht Todd Phillips de documentaire Bittersweet Motel uit over de band Phish. De regisseur volgde de band tijdens hun tournee eind jaren '90.

## Boeken
- The Phish Book (official biography written by Phish and Richard Gehr - 1998)
- Phish: The Biography (official biography written by Parke Puterbaugh - 2009)